# Nothobranchius krammeri
Nothobranchius krammeri är en fiskart som beskrevs av Stefano Valdesalici och Hengstler 2008. Nothobranchius krammeri ingår i släktet Nothobranchius och familjen Nothobranchiidae. Inga underarter finns listade i Catalogue of Life.